# Insta360
Insta360 (nome commerciale), registrata in Cina come Arashi Vision Inc (cinese: 影石创新科技股份有限公司), è una società tecnologica cinese. È stata fondata nel 2015 da Liu Jingkang. I prodotti principali dell'azienda sono le action cam compatte e le fotocamere a 360 gradi. L'azienda ha sede a Shenzhen, e ha ulteriori uffici a Hong Kong, Los Angeles, Tokyo e Berlino.

## Storia
Il fondatore, Liu, ha incontrato i suoi co-fondatori durante gli studi in informatica all'Università di Nanchino. Liu ha riconosciuto il potenziale delle riprese a 360 gradi mentre assisteva a un concerto e ha avuto l'idea di sviluppare prodotti in grado di registrare e condividere eventi. Il suo primo prodotto è stata un'app per smartphone dedicata allo streaming live, seguita da un accessorio per trasformare i telefoni in fotocamere a 360 gradi.
Dopo la laurea, Liu e il suo team si sono trasferiti a Shenzhen, dove nel 2015 hanno fondato Insta360 per sviluppare telecamere a 360 gradi, rispondendo a esigenze di mercato insoddisfatte. Con il tempo, l'azienda ha compreso che i video a 360 gradi potevano essere utilizzati in modo innovativo e ha sperimentato la prima action cam 360, Insta360 ONE.
In seguito, l'azienda ha espanso la sua presenza internazionale aprendo uffici a Los Angeles, Tokyo e Berlino, e oggi conta circa 500 dipendenti in tutto il mondo.
Inoltre, nel 2018, la NASA ha utilizzato l'Insta360 Pro e Pro 2 per trasmettere in live streaming l'atterraggio del lander Mars InSight, vincendo un Emmy per il progetto. Nel 2020, ha collaborato strategicamente con Leica per l'edizione ONE R da 1 pollice, riconosciuta dal giornale TIME come una delle migliori invenzioni dell'anno.
Nel 2021, l'Insta360 Pro 2 è stata nuovamente impiegata per la trasmissione in diretta dell'atterraggio del rover Perseverance su Marte.

## Competitors
Nell’industria delle fotocamere e delle action cam, Insta360 si confronta con diversi competitor noti, tra cui:
- GoPro: Leader nel settore delle action cam, conosciuta per la sua qualità video e la robustezza dei suoi prodotti. GoPro ha una base di utenti fedele e un ampio ecosistema di accessori.
- DJI: Famosa per i suoi droni, DJI produce anche action cam come la serie Osmo Action, che compete direttamente con i prodotti Insta360.
- Garmin: Conosciuta per i suoi dispositivi GPS, Garmin offre action cam progettate per sport e avventure all'aperto.
- Ricoh: Con la sua serie di fotocamere Theta, Ricoh è un altro attore importante nel mercato delle fotocamere a 360 gradi.
- Sony: Offre una gamma di videocamere e action cam, con particolare attenzione alla qualità dell’immagine e alla tecnologia audio.
- Nilox: Offre diverse action cam.

## Modelli

### Fotocamere a 360°
- Insta360 Nano (2016)
- Insta360 ONE (2017)
- Insta360 ONE X (2018)
- Insta360 ONE X2 (2020)

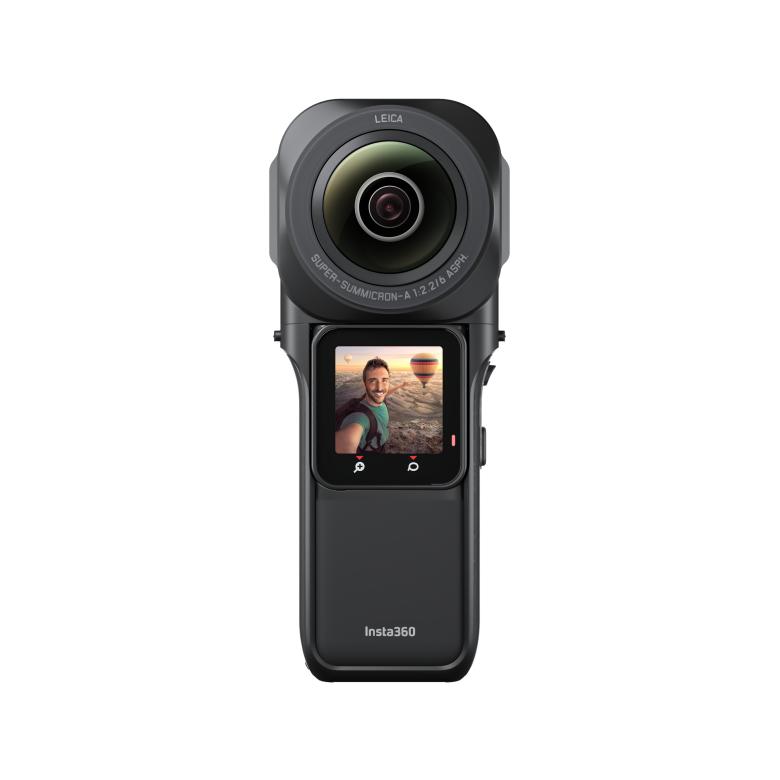
Insta360 ONE RS 1-Inch 360

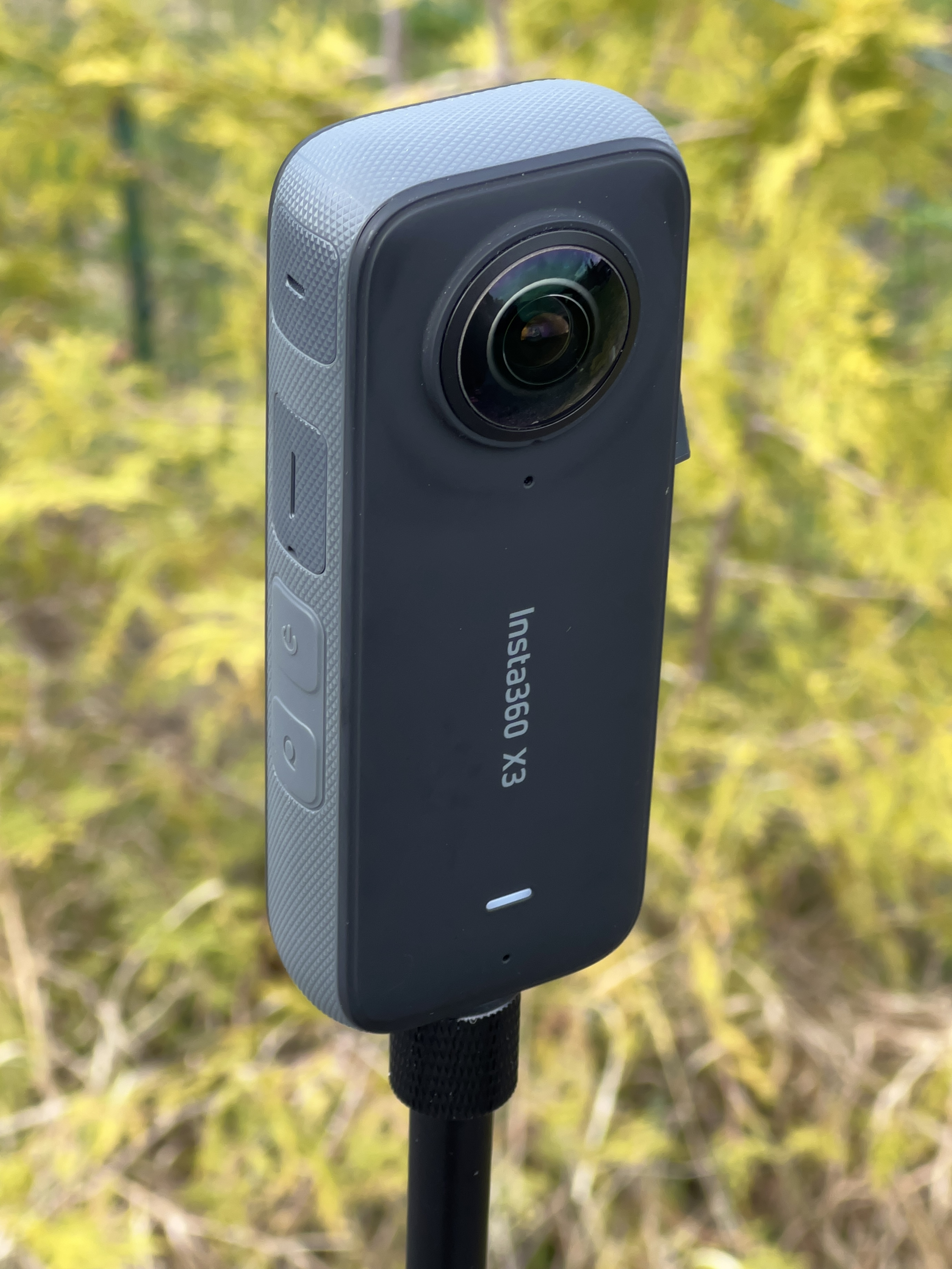
Insta360 X3

- Insta360 ONE RS 1-Inch 360 Edition (2022)
- Insta360 X3 (2022)
- Insta360 X4 (2024)

### Action Cam

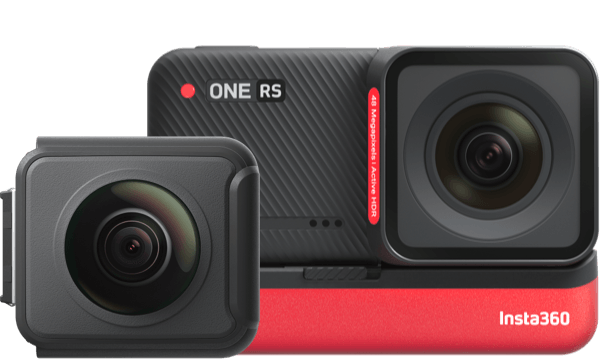
Insta360 ONE RS Twin

- Insta360 EVO (2019)
- Insta360 GO (2019)
- Insta360 ONE R (2020)
- Insta360 GO 2 (2021)
- Insta360 ONE RS (2022)
- Insta360 GO 3 (2023)
- Insta360 Ace (2023)
- Insta360 Ace Pro (2023)
- Insta360 GO 3S (2024)
- Insta360 Ace Pro 2 (2024)

### Fotocamere a 360° Professionali
- Insta360 Pro (2017)
- Insta360 Pro 2 (2018)
- Insta360 Titan (2019)
- Oscar VR (2022)

### Altri dispositivi
- Insta360 Sphere (2022) (Fotocamera per droni)
- Insta360 Link (2022) (Webcam)
- Insta360 Flow (2023) (Gimball)
- Insta360 Flow Pro (2024) (Gimball)
- Insta360 Link 2 (2024) (Webcam)
- Insta360 Link 2C (2024) (Webcam)